# Дориа, Филиппино
Филиппо или Филиппино Дориа (р. между 1470 и 1480 гг., Генуя — ум. между 1548 и 1558 гг.) — генуэзский адмирал из младшей ветви семейства Дориа.

## Биография
Он был одним из двух сыновей Бартоломео Дориа и Лукреции дель Карретто, что делало его племянником Андреа Дориа. Он стал солдатом в раннем возрасте, так как семейное состояние было скромным. Сначала он служил семье Делла Ровере, затем герцогу Урбино Франческо Мария I делла Ровере. Он оставил службу Урбино через некоторое время после достижения совершеннолетия около 1510 года, вернувшись на службу семье делла Ровере в лице папы римского Юлия II. Он служил под командованием Андреа Дориа, который поручил командование войсками Папской области против берберийских пиратов и их французских союзников. В 1519 году в ходе битвы при Пьянозе атаковав пиратов с тыла двумя галерами как раз тогда, когда казалось, что сражение проиграно. Сопровождал дядю в ходе бегства из Генуи после её разграбления испанцами в 1522 г.: с четырьмя галерами они отплыли в Монако, чтобы поступить на службу к французскому королю Франциску I.
Вероятно, вместе с Андреа он участвовал в заговоре против Лучано Гримальди, в защите Марселя с моря в 1524 году, в цепочке снабжения вниз по Роне, в счастливом пленении Филибера Шалонского и в плане вызволить Франциска из плена после битвы при Павие. После последнего сражения пара поступила на службу союзному французам папе Клименту VII. Андреа оставил свои восемь галер под командованием своего племянника в Чивитавеккья, а сам отправился в Рим, чтобы обсудить дальнейшую стратегию. Филиппино взял два корабля в Портофино, чтобы помочь отразить нападение дожа Антониотто Адорно в сентябре 1526 г. с целью снять блокаду Генуи. Когда новости о разграблении Рима достигли флота Андреа, он отплыл из Лигурии во Фьюмичино, чтобы помочь Клименту. Филиппино предприняли неудачную попытку высадить отряд солдат и вызволить папу из плена в замка Святого Ангела. Флот отплыл обратно в Геную, и Климент не смог оплатить его услуги. Контракт между Андреа и Климентом истек в августе 1527 года, и флот снова перешёл на французскую службу, а Франциск I сделал Андреа своим верховным флотоводцем в Средиземном море.
Флот отплыл в Савойю, чтобы забрать маршала Оде де Фуа и его войска для новой кампании против империи. Был взят в плен 15 августа после сухопутного боя, вынудив Адорно покинуть Геную 19 августа. Освободившись, Филиппино, похоже, открыл ворота города своему двоюродному брату и Чезаре Фрегозо. В сентябре Андреа и филиппинцы атаковали Арагонский замок на Сардинии, но из-за шторма и крепкой обороны были вынуждены заняться захватом Сассари. Все ещё подчиняясь приказу Андреа, он затем привел семь галер своего кузена и галеры Антонио в Ливорно для зимнего ремонта. Когда весной 1528 года военно-морская война возобновилась, Андреа было приказано отплыть для помощи Оде де Фуа в осаде Неаполя, но тот отказался и вместо этого отправил Филиппино с восемью галерами. Он бросил якорь в Салернском заливе, блокировав город и убив пытавшегося прорваться с моря вице-короля Неаполя Уго де Монкада.
Затем он и Андре в июне-августе 1528 г. перешли на службу империи, вернулись уже для помощи осаждённому французами Неаполю, а 10 сентября прибыли в Геную. Той ночью возглавил одну из двух десантных групп, которые штурмовали город с криками «Святой Георгий и свобода!», сумевших захватить ратушу и городские ворота. Затем он с помощью голода заставил капитулировать гарнизон крепости Кастеллетто и захватил Савойю. В 1529 году Андреа сделал его генерал-капитаном, а дож — гонфалоном Венецианской республики. Он помог одолеть заговора Фиески в 1547 году, вместе с епископом Перуджи Агостино Спинолой и отрядом в 2 тыс. солдат победив последний оплот повстанцев в Монтоджо. Он умер раньше Андреа где-то между 1548 и 1558 гг.